# Nosferattus
Nosferattus – rodzaj pająków z rodziny skakunowatych. Obejmuje pięć opisanych gatunków. 

## Morfologia i zasięg
Samce osiągają od 2,9 do 5,5 mm, a samice od 3,2 do 5,4 mm długości ciała. Wysoki i szeroki karapaks ma w widoku bocznym lekko wysklepioną część głowową, a w widoku grzbietowym zaokrąglone za oczami tylno-bocznej pary boki. Niewielkie szczękoczułki mają od czterech do sześciu zębów na przedniej krawędzi bruzdy i, oprócz N. ciliatus, ustawione są równolegle. Prostokątne szczęki pozbawione są wyrostków. Z wyjątkiem N. occultus opistosoma (odwłok) samców ma po stronie grzbietowej owalne skutum. Genitalia samic mają długie i poskręcane przewody kopulacyjne umieszczone luźno lub upakowane w koncentryczne spirale, a płytkę płciową o małych, półkolistych otworach kopulacyjnych w tyle lub o otworach formujących pośrodku przedsionek. Mocno spłaszczone nogogłaszczki samców mają zaopatrzoną w ostrogi apofizę retrolateralną goleni oraz bardzo duże, z wierzchu gęsto porośnięte białymi łuskami, a na spodniej krawędzi opatrzone drobnymi włoskami cymbium, służące do podtrzymywania nitkowatego, bardzo długiego embolusa. 
Rodzaj neotropikalny, południowoamerykański, endemiczny dla północnej i północno-wschodniej Brazylii, znany ze stanów Maranhão, Ceará, Tocantins i Sergipe.

## Taksonomia
Takson ten wprowadzony został w 2005 roku przez Gustava R.S. Ruiza i Antônia D. Brescovita na łamach „Revista Brasileira de Zoologia”. W tej samej publikacji opisane zostały wszystkie jego gatunki, z których typowym wyznaczono N. discus. Nazwa rodzajowa pochodzi od Nosferatu z mitologii rumuńskiej.
Do rodzaju tego należy pięć opisanych gatunków:
- Nosferattus aegis Ruiz et Brescovit, 2005
- Nosferattus ciliatus Ruiz et Brescovit, 2005
- Nosferattus discus Ruiz et Brescovit, 2005
- Nosferattus occultus Ruiz et Brescovit, 2005
- Nosferattus palmatus Ruiz et Brescovit, 2005